# Portrait de Ferdinand-Philippe, duc d'Orléans
Le Portrait de Ferdinand-Philippe, duc d'Orléans est un tableau réalisé en 1842 par le peintre français Jean-Auguste-Dominique Ingres.
Le tableau qui représente Ferdinand-Philippe d'Orléans, classé trésor national, est acquis par l'État pour le musée du Louvre grâce au mécénat d'Axa et fait depuis partie des collections du département des peintures sous le numéro d'inventaire RF 2005-13.

## Historique
Jean-Auguste-Dominique Ingres réalise en 1842 un portrait de Ferdinand-Philippe d'Orléans au format de 158 × 122 centimètres,,. Seul portrait commandé par le duc d'Orléans de son propre chef et pour son usage personnel, il est payé 15 000 francs, soit plus du double du tarif des portraits royaux commandés par la Couronne. 
Le tableau est terminé et encadré le 17 avril 1842. Il reste dans l'appartement-atelier d'Ingres, au sein du palais de l'Institut de France, où sont admis les journalistes, le peintre ne souhaitant plus exposer au Salon. Ceux-ci sont conquis par la justesse, l'élégance et la profondeur du portrait. 
À la mort du prince, en juillet 1842, sa veuve, la duchesse d'Orléans en devient propriétaire, le léguant à sa mort à son fils ainé le comte de Paris Philippe d'Orléans. 
L'œuvre fait partie de la rétrospective Ingres, présentée au Petit Palais, à Paris, d'octobre 1967 à janvier 1968. Elle reste dans la famille d'Orléans jusqu'en 1986. 
L'œuvre, classée comme trésor national, est acquise en 2005 par l'État français pour le musée du Louvre, grâce au mécénat du groupe Axa. Elle entre dans les collections du département des peintures sous le numéro d'inventaire RF 2005-13.
Elle fait partie de la rétrospective Ingres 1780-1867, présentée au Musée du Louvre de février à mai 2006.

## Contexte
Au 1er janvier 1834, Ferdinand-Philippe d'Orléans est porté au grade de lieutenant général et revêt son nouvel uniforme lors de toutes ses apparitions publiques. Après s'être illustré au Siège de la citadelle d'Anvers en 1832, il veut désormais participer aux prochaines expéditions militaires en Algérie. Il veut montrer une image respectable, notamment pour faire accepter sa légitimité aux familles régnantes restées fidèles à la branche ainée des Bourbons.
Dès 1832, il achète et commande des œuvres d'art dont Ingres est un des premiers bénéficiaires. En mai 1833, il lui commande un tableau d'Histoire, à sujet libre, La Maladie d'Antiochus (musée Condé, Chantilly), qui sera livré sept ans plus tard. Entre-temps, le prince acquiert Œdipe explique l'énigme du sphinx (musée du Louvre, Paris). Ingres est à la même époque redécouvert comme portraitiste. En 1834, il termine le Portrait du comte Louis-Mathieu Molé, homme de confiance du roi Louis-Philippe, que Ferdinand-Philippe peut admirer dans son atelier. De 1835 à 1841, alors qu'Ingres dirige l'Académie de France à Rome, le duc d'Orléans ne pose pour aucun grand peintre de portrait actif à Paris, lui réservant l'exclusivité de son image.
Ingres réalise le portrait de novembre 1841 à avril 1842. Le prince, faveur exceptionnelle, se déplace pour poser chez Ingres, à l'Institut. Le peintre et son modèle s'accorde d'emblée sur le cadrage du portrait, coupé aux genoux, qui présente l'intérêt de ne pas concurrencer les portraits officiels en pied commandés par l'Intendance générale de la Liste civile.
Ce portrait est le dernier du jeune héritier du trône de France avant sa mort des suites d'un accident de voiture le 13 juillet 1842, le transformant en icône du culte funéraire et nostalgique voué à l'espoir déçu de la monarchie de Juillet. De fait, l'image est répétée et adaptée à de nombreux supports (statuettes, gravure, porcelaine, vitrail, tissus) dans les mois qui suivent. Ingres ne peindra plus aucun portrait masculin de cette ampleur.

## Description

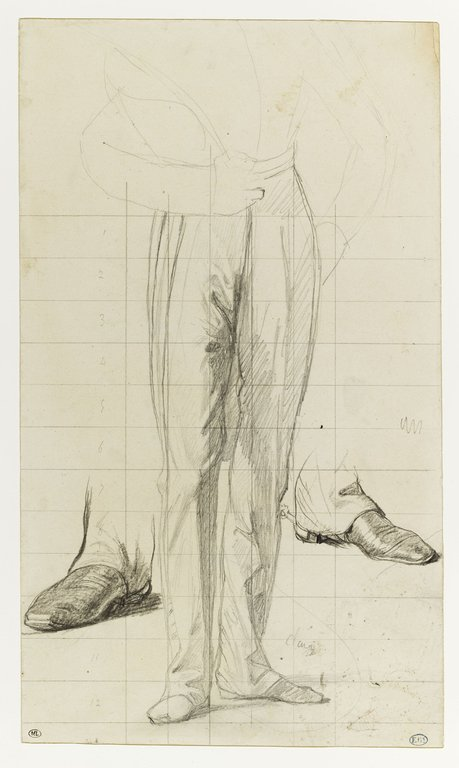
Étude pour les jambes du prince royal, 1843, pierre noire, musée du Louvre, Paris, RF 1104.

Le prince est représenté dans un salon tendu de velours cramoisi au dessus d'un lambris d'appui blanc et or. De taille haute, mince, le jeune homme a un regard bleu sous des paupières tombantes. La moustache est légèrement asymétrique, les lèvres pulpeuses et roses, la fossette bien marquée au menton dont s'écarte la barbe en collier. Les cheveux sont châtains, frisés et massés en boucles au dessus des oreilles.
Il porte l'uniforme de lieutenant général. Son bras droit serre le chapeau à galon doré et plumet noir. Le contrapposto très marqué, avec la ligne des épaules opposée à la ligne de la taille, permet de faire avancer la jambe droite du pantalon. La lumière vient d'une fenêtre à croisée hors champ, qui éclaire le rouge vif du pantalon.
Les pilastres en brocart au mur du salon sont des reliques du décor textile de la chambre du roi au château de Versailles sous l'Ancien Régime, qui ornent désormais le grand salon du duc d'Orléans au palais des Tuileries, témoignage de son goût de collectionneur pour le mobilier du Grand Siècle et de son ascendance revendiquée à la branche ainée des Bourbons.

## Analyse

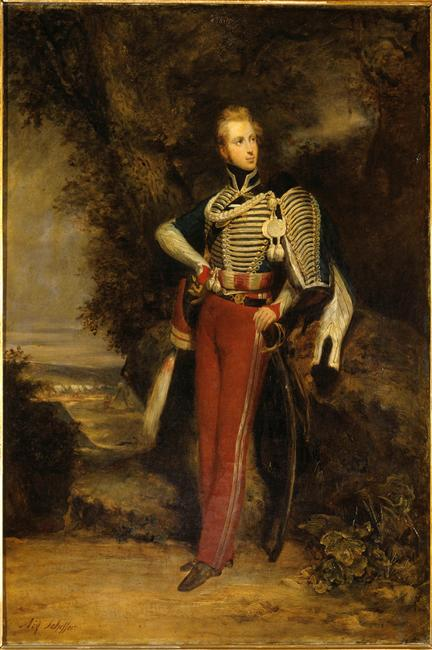
Ary Scheffer, Portrait de Ferdinand Phillipe d'Orléans, duc d'Orléans et prince royal, vers 1831.

Ce portrait s'écarte des premières effigies du prince, datant du début de la monarchie de Juillet, lorsque soufflait un esprit patriotique et romantique. Il avait alors confié son image à Ary Scheffer avec lequel il avait noué de profonds liens d'affection, et à Henri de Caisne. Le premier l'avait présenté vers 1831, dans son uniforme de colonel des hussards, appuyé contre un arbre, saisi dans ses rêves de gloire sur les champs de bataille, le regard au loin, inaccessible(musée Condé, Chantilly), et le second en uniforme d'artilleur, participant aux entrainements de la Garde nationale sur le Champ-de-Mars (Paris)(tableau disparu).
Un sentiment d'aisance, d'élégance maîtrisée et de responsabilité se dégage du portrait, qui place le spectateur dans la position d'un visiteur admis en audience auprès d'un prince prêt pour être roi. Il traduit le don de plaire que tous les témoins reconnaissaient volontiers à Ferdinand-Philippe d'Orléans, y compris des républicains tels Louis Blanc et Antoine Étex.
Les premières esquisses montrent qu'Ingres est parti de schéma de composition mis au point précédemment pour Le Comte Amédée-David de Pastoret (Art Institute of Chicago), qui avait la même prestance et le même âge que le duc d'Orléans. Le contrapposto permet de donner plus de dynamisme et de relief à la silhouette. 
Ingres noircit l'uniforme normalement bleu profond, soucieux de se mesurer aux portraits masculins de la Renaissance italienne, où les pourpoints d'un noir saturé magnifient les carnations. Afin d'éloigner du visage les éléments de dorure trop brillants et de sublimer la carnation, le chapeau de la grande tenue à galon or et plume noire est dépareillé avec l'uniforme de petite tenue, sans broderie dorée au col ni aux manchettes.

## Répliques

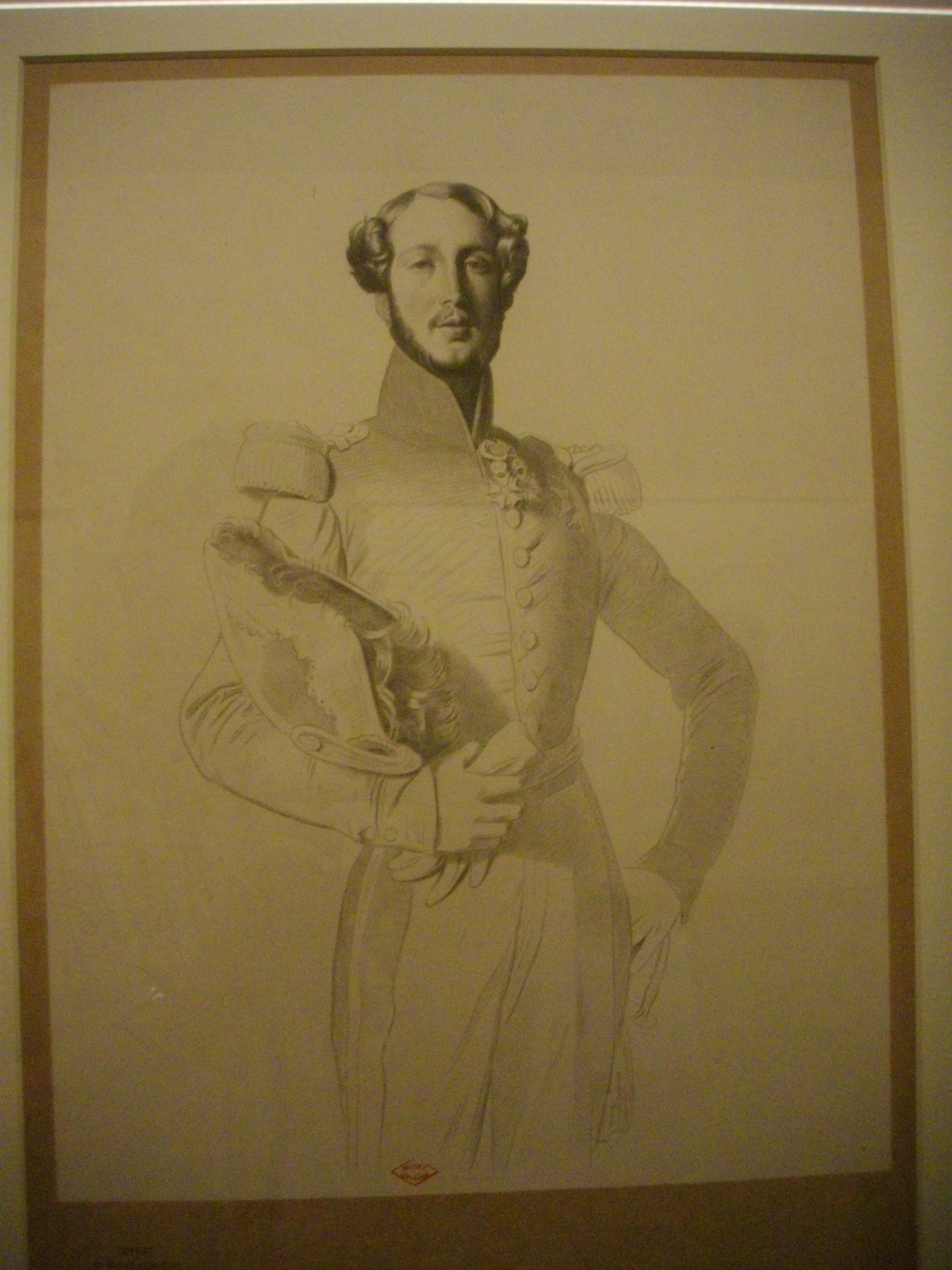
Luigi Calamatta, Portrait de Ferdinand-Philippe, duc d'Orléans, 1846, musée des Beaux-Arts d'Orléans.

L'idée de traduire le portrait en gravure est très certainement apparue avant même la mort tragique du duc d'Orléans. Ingres a l'habitude d'en contrôler étroitement l'exécution, confiant ce travail exclusivement à Luigi Calamatta. A l'annonce du décès de Ferdinand-Philippe, le travail de gravure au burin, qui devait aboutir qu'au printemps 1845, est interrompu, au profit d'un ersatz élaboré en moins de deux semaines avec la maison Goupil & Vibert. Cette estampe « légère », semblable à un dessin, est élaborée à partir d'un dessin exécuté par Calamatta dans l'atelier d'Ingres, ne détaillant que le modelé du visage, gravé en taille-douce, le reste du corps n'étant qu'esquissé. Elle est commercialisée dans toute l'Europe dès la fin du mois de juillet 1842.
Ingues délègue la plupart des répliques en peinture, plus prestigieuses. Deux types sont à distinguer : celles qui reprennent le décor original et celles qui placent le prince devant un jardin à la française, sous un ciel nuageux. Les deux sont déclinés soit au format original, soit coupés en buste, de forme carrée ou ovale.
Le modèle sur fond de paysage est choisi par la direction des Beaux-Arts au ministère de l'Intérieur, qui répond aux besoins des musées de province et des bâtiments publics, pour tous les envois en province. Ingres délègue à Auguste Pichon, son élève le plus doué du moment, la réalisation du modèle. Le prototype est livré en mars 1843. Ce modèle connait un grand succès, et de nombreux exemplaires subsistent dans les musées de province. Une toile de ce type signée Ingres et datée de 1843 est conservée au château de Versailles.
La duchesse d'Orléans demandes deux répliques en buste en 1843, l'une pour son second fils, Robert d'Orléans, duc de Chartes, qu'Ingres réalise (collection particulière), l'autre pour le prince de Chimay (non localisée). Cette dernière est réalisée par Auguste Pichon, qui se charge aussi de la troisième réplique payée par Hélène de Mecklembourg-Schwerin, destinée à être offerte au baron François de Chabaud-Latour, l'officier d'ordonnance du prince royal (collection particulière).
Le roi Louis-Philippe commande deux autres répliques à Ingres, une de même format pour la manufacture de Sèvres, et une version en pied destinée au petit pavillon attenant à la chapelle Notre-Dame de-la-Compassion, édifiée à l'endroit exact de l'accident ayant causé le décès du prince, où la reine Marie-Amélie vient se reposer lorsqu'elle se recueille auprès du cénotaphe de son fils. Ingres reçoit la somme considérable de 10 000 francs pour cette commande. La composition originale contenant quelques erreurs de perspective, il est contraint de reprendre toute la moitié inférieure de la figure depuis la taille. Le décor est aussi repensé. Ce portrait est installé dans le pavillon en juillet 1845. Dans les années 1860, le comte de Paris place le tableau au château d'Eu avant de l'emporter en exil à Stowe House.
Deux mois avant la chute de la monarchie de Juillet, une copie à grandeur est commandée par l'Intendance de la Liste civile, confiée à Auguste Pichon en décembre 1847, destinée à l'appartement occupé par  Henri d'Orléans (1822-1897), duc d'Aumale, alors gouverneur de l'Algérie, au palais du gouvernorat à Alger. Après la révolution française de 1848, cette copie est envoyée au château de Versailles, avant d'être mise en dépôt au château de Compiègne en 1922.

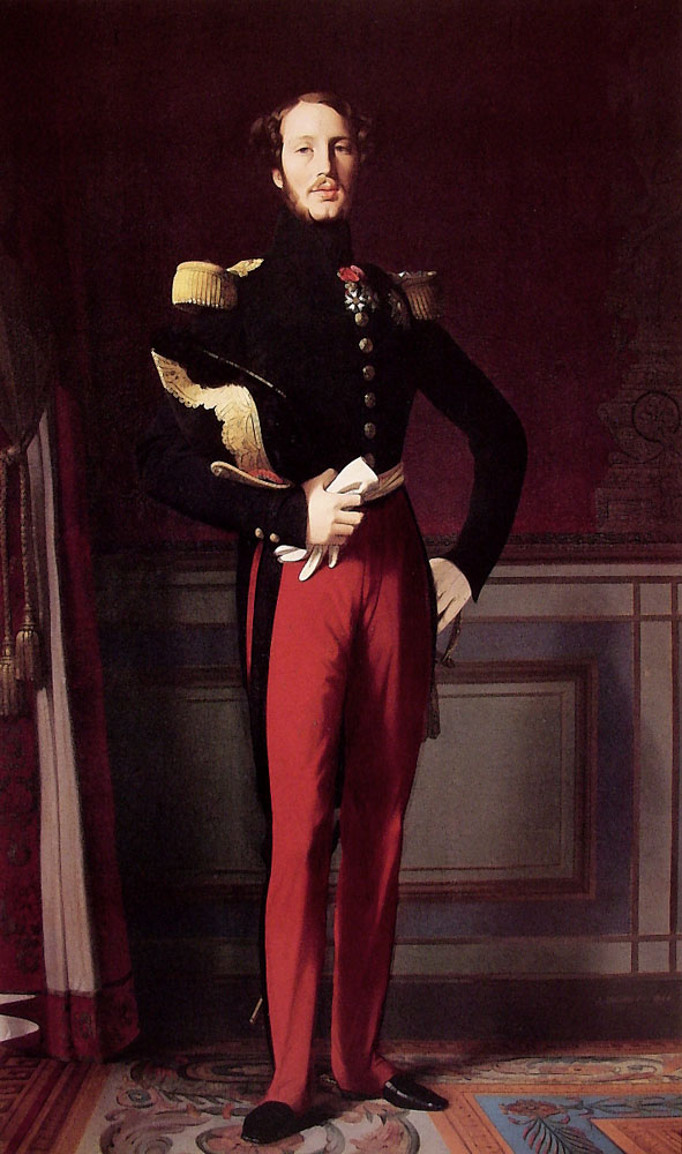
Ingres et atelier, Portrait posthume de Ferdinand Philippe d'Orléans, duc d'Orléans et prince royal, réplique en pied, 1844, musée national des châteaux de Versailles et de Trianon
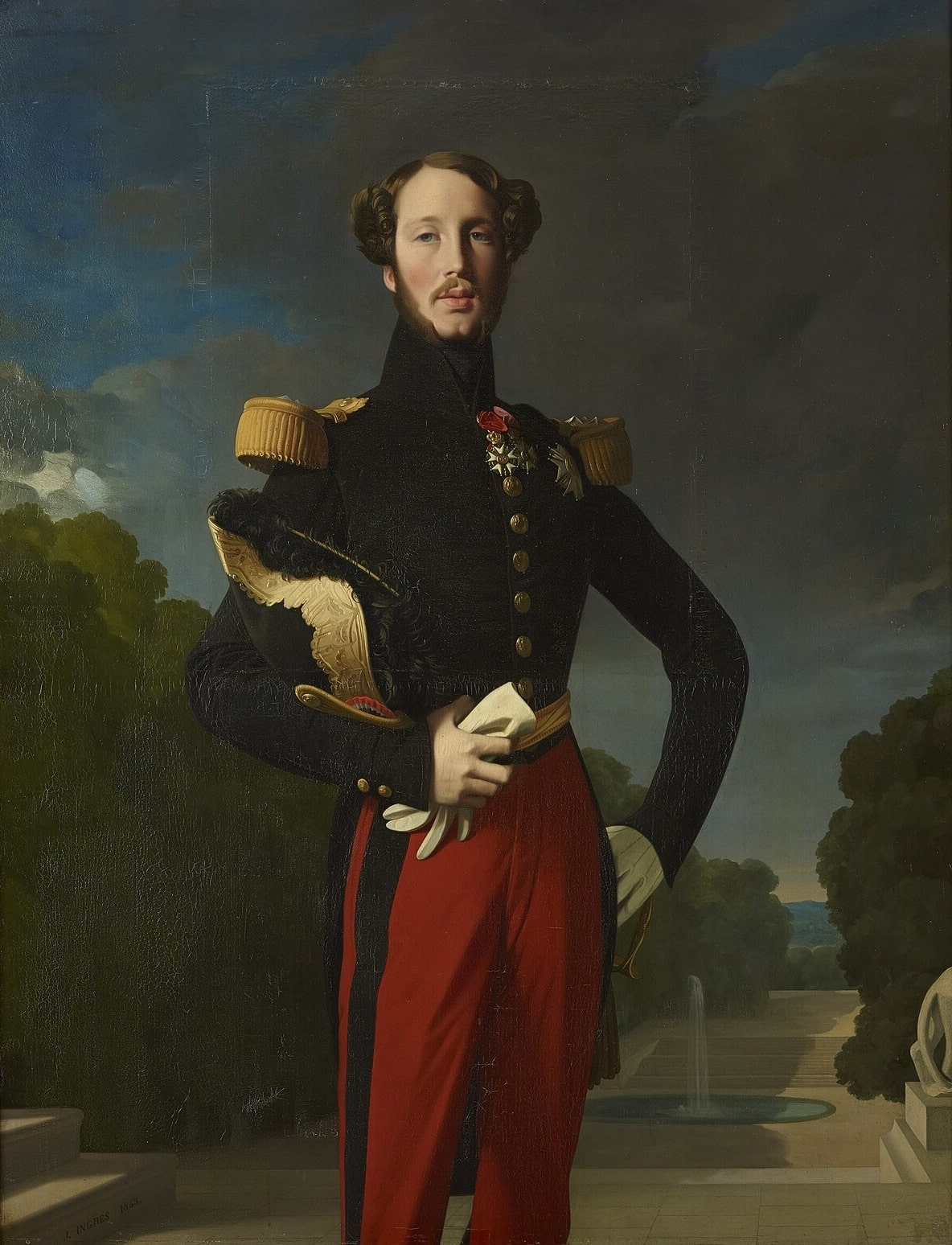
Ingres et atelier, Portrait posthume de Ferdinand Philippe d'Orléans, prince royal (1810-1842), réplique sur fond de paysage, 1843, musée national des châteaux de Versailles et de Trianon

## Expositions
- Ferdinand-Philippe-Louis-Charles-Henri de Bourbon-Orléans, duc d'Orléans (1810-1842) est exposé à partir de 2014 dans La Galerie du temps, une des expositions du Louvre-Lens[2],[3], où il remplace Portrait de Monsieur Bertin, également peint par Jean-Auguste-Dominique Ingres[16],[17].

- L'hiver 2019-2020, il figure dans une exposition au Musée Ingres-Bourdelle à Montauban.

- Il est prêté au musée Condé de Chantilly pour l'exposition « Ingres, l'artiste et ses princes »,  du 3 juin au 1er octobre 2023.